# 平岡修治
平岡修治（ひらおか しゅうじ、1948年 - ）は日本の牧師、伝道者、神学校教師。栃木県出身。
日本バプテスト教会連合橋本バプテスト教会牧師、全日本リバイバルミッション伝道者。
ミクタムコンサート、ジェリコジャパンで司会者を務める。
イタリアレストラン、「リストランテ・オリーヴァ」のシェフでもある。

## 著書
- 『明日輝くためには』
- 『こころのパン』
- 『出口のない生活』